# Хропи-Кольонія
Хропи-Кольонія (пол. Chropy-Kolonia) — село в Польщі, у гміні Поддембиці Поддембицького повіту Лодзинського воєводства.
У 1975-1998 роках село належало до Серадзького воєводства.